# Lukavice (okres Šumperk)
Obec Lukavice (německy Lukawetz) se nachází v okrese Šumperk v Olomouckém kraji. Žije zde 868 obyvatel.

## Části obce
- Lukavice
- Slavoňov
- Vlachov

## Historie
První písemná zmínka o obci pochází z roku 1273.

## Pamětihodnosti
V katastru obce jsou evidovány tyto kulturní památky:
- Smírčí kříž (na návsi před čp. 30) – památka ze 16. století
- Pilířová boží muka (u čp. 51) – raně barokní boží muka z roku 1662

Památkově nechráněné objekty:
- Boží muka v poli za vsí – památkou do roku 1975[6]

## Osobnosti
- Emilián Božetěch Glocar (1906-1985), český spisovatel